# Sonata per a violí en mi major (HWV 373)
La Sonata per a violí en mi major (HWV 373) és una obra per violí i teclat (clavicèmbal) que es creia que fou composta per Georg Friedrich Händel. Diversos experts actuals posen en dubte l'atribució a Händel, i la consideren una obra espúria. La sonata es coneix també com a Opus 1 núm. 12, i fou publicada el 1732 per Walsh. Altres catàlegs de música de Händel la referencien com a HG xxvii,54; i HHA iv/4,55.
La sonata fou publicada el 1730 per Walsh com a Sonata XII. Per alguna raó desconeguda no apareix en la reedició de Walsh de 1732. En l'edició de Chrysander té el títol de Sonata XV, i la indicació d'"Opus 1, núm. 15". Ambdues edicions, la de Walsh i la de Chrysander, detallen que l'obra és per a violí.

## Moviments
La sonata consta de quatre moviments:
| Moviment | Tipus   | Signatura clau      | Signatura de temps | Bars | Notes |
| -------- | ------- | ------------------- | ------------------ | ---- | --- |
| 1        | Adagio  | Mi major            | 4/4                | 19   | |
| 2        | Allegro | Mi major            | 2/4                | 66   | Té dues seccions (31 i 35 compassos), cadascuna amb signes de repetició. La segona secció comença en si major. |
| 3        | Largo   | Diverses tonalitats | 3/2                | 19   | Comença en do ♯ menor.                                                                                         |
| 4        | Allegro | Mi major            | 3/8                | 67   | Té dues seccions (24 i 43 compassos), cadascuna amb signes de repetició. La segona secció comença en si major. |

(Els moviments no contenen signes de repetició llevat que s'indiqui. El nombre de compassos està agafat de l'edició de Chrysander, i és el nombre que apareix en el manuscrit, sense incloure signes de repetició.)